# Iecava
El municipi d'Iecava (en letó: Iecavas novads) és un dels 110 municipis de la República de Letònia, que es troba localitzat al centre del país bàltic, i que té com a capital la localitat d'Iecava. El municipi va ser creat l'any 2003 després de la reorganització territorial.

## Ciutats i zones rurals
- Iecava (ciutat)

## Població i territori
La seva població està composta per un total de 9.845 persones (2009). La superfície del municipi té uns 311,6 kilòmetres quadrats, i la densitat poblacional és de 31,59 habitants per kilòmetre quadrat.